# Marc Eschbach
Marc Eschbach est un footballeur professionnel français né le 20 décembre 1966 à Strasbourg. Il évoluait au poste de défenseur.

## Biographie
Au cours de sa carrière professionnelle, Marc Eschbach dispute 63 matchs dans le championnat de France de Division 2.